# Serge N’Guessan
Serge Yao N’Guessan (ur. 31 lipca 1994 w Abidżanie) – piłkarz  z Wybrzeża Kości Słoniowej grający na pozycji środkowego pomocnika. Od 2022 jest zawodnikiem klubu AS Beauvais Oise.

## Kariera piłkarska
Swoją karierę piłkarską N’Guessan rozpoczął w klubie AFAD Djékanou. W sezonie 2011 zadebiutował w nim w rozgrywkach Ligue 1 MTN. W debiutanckim sezonie wywalczył wicemistrzostwo Wybrzeża Kości Słoniowej. W AFAD Djékanou grał do lata 2016.
Latem 2016 roku N’Guessan został zawodnikiem AS Nancy. Swój debiut w Nancy zanotował 19 listopada 2016 w wygranym 2:0 domowym spotkaniu z SM Caen. W Nancy grał do 2021. W 2022 został zawodnikiem AS Beauvais Oise.
| Sezon   | Klub          | Kraj                     | Rozgrywki   | Mecze | Gole |
| ------- | ------------- | ------------------------ | ----------- | ----- | ---- |
| 2012    | AFAD Djékanou | Wybrzeże Kości Słoniowej | Ligue 1 MTN | ?     | ?    |
| 2012/13 | AFAD Djékanou | Wybrzeże Kości Słoniowej | Ligue 1 MTN | ?     | ?    |
| 2013/14 | AFAD Djékanou | Wybrzeże Kości Słoniowej | Ligue 1 MTN | ?     | ?    |
| 2014/15 | AFAD Djékanou | Wybrzeże Kości Słoniowej | Ligue 1 MTN | ?     | ?    |
| 2015/16 | AFAD Djékanou | Wybrzeże Kości Słoniowej | Ligue 1 MTN | 5     | 0    |
| 2016/17 | AS Nancy      | Francja                  | Ligue 1     | 9     | 0    |
| 2017/18 | AS Nancy      | Francja                  | Ligue 2     | 12    | 0    |
| 2018/19 | AS Nancy      | Francja                  | Ligue 2     | 19    | 0    |
| 2019/20 | AS Nancy      | Francja                  | Ligue 2     | 10    | 0    |
| 2020/21 | AS Nancy      | Francja                  | Ligue 2     | 1     | 0    |

## Kariera reprezentacyjna
W reprezentacji Wybrzeża Kości Słoniowej N’Guessan zadebiutował 18 października 2015 roku w przegranym 1:2 meczu Mistrzostw Narodów Afryki z Ghaną. W 2017 roku został powołany do kadry na Puchar Narodów Afryki 2017.